# 高森町立高森中央小学校
高森町立高森中央小学校（たかもりちょうりつ たかもりちゅうおうしょうがっこう）は、熊本県阿蘇郡高森町大字高森にある公立の小学校。

## 概要
歴史
2003年（平成15年）4月に、下記の高森町内の小学校3校が統合して創立。2023年（令和5年）に創立20周年を迎えた。
- 高森町立高森小学校（北緯32度48分49.1秒 東経131度07分33.7秒 / 北緯32.813639度 東経131.126028度）
- 高森町立色見小学校（北緯32度50分35.6秒 東経131度07分20.7秒 / 北緯32.843222度 東経131.122417度）
- 高森町立上色見小学校（北緯32度51分27.4秒 東経131度09分12.5秒 / 北緯32.857611度 東経131.153472度）

校章
中央に校名の頭文字である「髙」の文字を配している。
校歌
通学区域
高森町立高森中学校区。

## 沿革
- 2003年（平成15年）4月1日 - 高森町内の小学校3校（高森・色見・上色見）の統合により、「高森町立高森中央小学校」（現校名）が新設される。旧・高森小学校の校地・校舎を継承。

## 交通アクセス
最寄りの鉄道駅
- 南阿蘇鉄道 高森線 「高森駅」

最寄りのバス停留所
- 九州産交バス「四つ角」停留所

最寄りの幹線道路
- 熊本県道28号熊本高森線
- 熊本県道177号高森停車場線
- 熊本県道151号清和高森線
- 熊本県道319号仏原高森線

## 周辺
- 高森町立 高森中央小学校給食共同調理場
- 高森湧水館
- 稲荷大明神
- 高森高橋稲荷神社
- 別所池